# Polyscytalum sericeum
Polyscytalum sericeum är en svampart som beskrevs av Sacc. 1877. Polyscytalum sericeum ingår i släktet Polyscytalum, divisionen sporsäcksvampar och riket svampar.   Inga underarter finns listade i Catalogue of Life.